# Dink Templeton
	Robert Lyman (Dink) Templeton (Helena, 27 mei 1897 - Palo Alto, 7 augustus 1962) was een Amerikaans rugbyspeler en atleet.

## Carrière
Tijdens de Olympische Zomerspelen 1920 werd Templeton met de Amerikaanse rugbyploeg olympisch kampioen. Tijdens diezelfde Spelen werd hij bovendien vierde bij het verspringen.

## Erelijst

### Rugby
- Olympische Zomerspelen:  1920

### Verspringen
- Olympische Zomerspelen: 4e 1920